# Eulocastra bryophilioides
Eulocastra bryophilioides là một loài bướm đêm trong họ Noctuidae.